# Isophya bivittata
Isophya bivittata is een rechtvleugelig insect uit de familie sabelsprinkhanen (Tettigoniidae). De wetenschappelijke naam van deze soort werd voor het eerst geldig gepubliceerd in 1921 door Boris Petrovich Uvarov.